# Atlétika a 2011. évi nyári európai ifjúsági olimpiai fesztiválon
A 2011. évi nyári európai ifjúsági olimpiai fesztiválon az atlétika versenyszámait Trabzonban rendezték.

## Összesített éremtáblázat
| A 2011. évi nyári európai ifjúsági olimpiai fesztivál összesített éremtáblázata atlétikában | A 2011. évi nyári európai ifjúsági olimpiai fesztivál összesített éremtáblázata atlétikában | A 2011. évi nyári európai ifjúsági olimpiai fesztivál összesített éremtáblázata atlétikában | A 2011. évi nyári európai ifjúsági olimpiai fesztivál összesített éremtáblázata atlétikában | A 2011. évi nyári európai ifjúsági olimpiai fesztivál összesített éremtáblázata atlétikában | Olimpia  |
| ------------------------------------------------------------------------------------------- | ------------------------------------------------------------------------------------------- | ------------------------------------------------------------------------------------------- | ------------------------------------------------------------------------------------------- | ------------------------------------------------------------------------------------------- | -------- |
|                                                                                             | Ország                                                                                      | Arany                                                                                       | Ezüst                                                                                       | Bronz                                                                                       | Összesen |
| 1.                                                                                          | Egyesült Királyság                                                                          | 5                                                                                           | 4                                                                                           | 1                                                                                           | 10       |
| 2.                                                                                          | Ukrajna                                                                                     | 5                                                                                           | 3                                                                                           | 2                                                                                           | 10       |
| 3.                                                                                          | Oroszország                                                                                 | 4                                                                                           | 1                                                                                           | 5                                                                                           | 10       |
| 4.                                                                                          | Franciaország                                                                               | 3                                                                                           | 3                                                                                           | 3                                                                                           | 9        |
| 5.                                                                                          | Olaszország                                                                                 | 2                                                                                           | 3                                                                                           | 3                                                                                           | 8        |
| 6.                                                                                          | Írország                                                                                    | 2                                                                                           | 1                                                                                           | 3                                                                                           | 6        |
| 7.                                                                                          | Fehéroroszország                                                                            | 2                                                                                           | 1                                                                                           | 2                                                                                           | 5        |
| 8.                                                                                          | Hollandia                                                                                   | 2                                                                                           | 1                                                                                           | 1                                                                                           | 4        |
| 9.                                                                                          | Spanyolország                                                                               | 2                                                                                           | 0                                                                                           | 1                                                                                           | 3        |
| 10.                                                                                         | Németország                                                                                 | 1                                                                                           | 6                                                                                           | 2                                                                                           | 9        |
| 11.                                                                                         | Belgium                                                                                     | 1                                                                                           | 4                                                                                           | 2                                                                                           | 7        |
| 12.                                                                                         | Litvánia                                                                                    | 1                                                                                           | 1                                                                                           | 1                                                                                           | 3        |
|                                                                                             | Románia                                                                                     | 1                                                                                           | 1                                                                                           | 1                                                                                           | 3        |
| 14.                                                                                         | Görögország                                                                                 | 1                                                                                           | 1                                                                                           | 0                                                                                           | 2        |
|                                                                                             | Svájc                                                                                       | 1                                                                                           | 1                                                                                           | 0                                                                                           | 2        |
| 16.                                                                                         | Csehország                                                                                  | 1                                                                                           | 0                                                                                           | 2                                                                                           | 3        |
| 17.                                                                                         | Magyarország                                                                                | 1                                                                                           | 0                                                                                           | 0                                                                                           | 1        |
|                                                                                             | Szlovénia                                                                                   | 1                                                                                           | 0                                                                                           | 0                                                                                           | 1        |
| 19.                                                                                         | Finnország                                                                                  | 0                                                                                           | 2                                                                                           | 1                                                                                           | 3        |
| 20.                                                                                         | Ciprus                                                                                      | 0                                                                                           | 1                                                                                           | 1                                                                                           | 2        |
|                                                                                             | Szerbia                                                                                     | 0                                                                                           | 1                                                                                           | 1                                                                                           | 2        |
| 22.                                                                                         | Grúzia                                                                                      | 0                                                                                           | 1                                                                                           | 0                                                                                           | 1        |
| 23.                                                                                         | Törökország                                                                                 | 0                                                                                           | 0                                                                                           | 2                                                                                           | 2        |
| 24.                                                                                         | Bosznia-Hercegovina                                                                         | 0                                                                                           | 0                                                                                           | 1                                                                                           | 1        |
|                                                                                             | Horvátország                                                                                | 0                                                                                           | 0                                                                                           | 1                                                                                           | 1        |
|                                                                                             |                                                                                             |                                                                                             |                                                                                             |                                                                                             |          |
| Összesen                                                                                    | Összesen                                                                                    | 36                                                                                          | 36                                                                                          | 36                                                                                          | 108      |

## Férfi
| A 2011. évi nyári európai ifjúsági olimpiai fesztivál férfi érmesei atlétikában |                                                                                          |            |                                                                                |            |                                                                               |            |
| Versenyszám                                                                     | Arany                                                                                    | Arany      | Ezüst                                                                          | Ezüst      | Bronz                                                                         | Bronz      |
| 100 m síkfutás                                                                  | Daniel Kölsch · Németország                                                              | 10,66 PB   | Leon Reid · Egyesült Királyság                                                 | 10,68      | Marek Bakalar · Csehország                                                    | 10,75      |
| 200 m síkfutás                                                                  | Thomas Holligan · Egyesült Királyság                                                     | 21,46 PB   | Ilya Siratsiuk · Fehéroroszország                                              | 21,55      | Marek Bakalar · Csehország                                                    | 21,57 PB   |
| 400 m síkfutás                                                                  | Clovis Asong · Egyesült Királyság                                                        | 46,93      | Steffen Dale Trenk · Németország                                               | 48,74      | Aliaksandr Krasouski · Fehéroroszország                                       | 48,91      |
| 800 m síkfutás                                                                  | Brecht Bertels · Belgium                                                                 | 1:50,90 PB | Nemanja Kojić · Szerbia                                                        | 1:51,55 PB | Karl John Griffin · Írország                                                  | 1:51,64    |
| 1500 m síkfutás                                                                 | Ruairi Finnegan · Írország                                                               | 3:53,78    | Samuele Dini · Olaszország                                                     | 3:54,45    | James Lamswood · Egyesült Királyság                                           | 3:55.02    |
| 3000 m síkfutás                                                                 | B. Ivan Horodyskyy · Ukrajna                                                             | 8:21,99 PB | Gordon Benson · Egyesült Királyság                                             | 8:23,05    | Lorenzo Dini · Olaszország                                                    | 8:24.20 PB |
| 2000 m akadályfutás                                                             | Gonzalo Basconcelo · Spanyolország                                                       | 5:54,60 PB | Italo Quazzola · Olaszország                                                   | 5:56,30 PB | Johannes Max. Motschmann · Németország                                        | 5:57,37 PB |
| 110 m gátfutás (91.4 cm)                                                        | Lorenzo Perini · Olaszország                                                             | 13,44 CR   | Wilhem Belocian · Franciaország                                                | 13,50 PB   | Thomas Durant · Belgium                                                       | 13,56      |
| 400 m gátfutás (84.0 cm)                                                        | Ben Kiely · Írország                                                                     | 52,69 PB   | Jacob Paul · Egyesült Királyság                                                | 52,80 PB   | Vladislav Tsygankov · Oroszország                                             | 53,01 PB   |
| 4 x 100 m váltófutás                                                            | Franciaország · Jean-Noël Crétinoir · Mickaël Zézé · Gautier Dautremer · Wilhem Belocian | 40,90      | Egyesült Királyság · James Taylor · Thomas Holligan · Clovis Asong · Leon Reid | 41,37      | Belgium · Oumar Diallo · Bram Luycx · Mathias Broothaerts · Lorijn Verbrughhe | 41,60      |
| Magasugrás                                                                      | Gaël Rotardier · Franciaország                                                           | 2,11       | Falk Wendrich · Németország                                                    | 2,08 PB    | Pavel Kipra · Fehéroroszország                                                | 2,08       |
| Rúdugrás                                                                        | Robert Renner · Szlovénia                                                                | 5,31 CR    | Torben Laidig · Németország                                                    | 5,00 PB    | Georgiy Bykov · Ukrajna                                                       | 4,95       |
| Távolugrás                                                                      | Elliot Safo · Egyesült Királyság                                                         | 7,38 PB    | Stefano Braga · Olaszország                                                    | 7,36       | Semen Popov · Oroszország                                                     | 7,36       |
| Hármasugrás                                                                     | Robert Clarke · Svájc                                                                    | 15,50 PB   | Lasha Gulelauri · Grúzia                                                       | 15,49      | Jean-Noël Crétinoir · Franciaország                                           | 15,49      |
| Súlylökés (5 kg)                                                                | Vladyslav Chernikov · Ukrajna                                                            | 20,13      | Matti Sivonen · Finnország                                                     | 19,43 PB   | Mesud Pezer · Bosznia-Hercegovina                                             | 19,13      |
| Diszkoszvetés (1.500 kg)                                                        | Dominik Kosar · Csehország                                                               | 56,04      | Vladyslav Chernikov · Ukrajna                                                  | 55,40      | Martin Pilato · Olaszország                                                   | 55,34      |
| Kalapácsvetés (5 kg)                                                            | Pásztor Bence · Magyarország                                                             | 84,41 WYR  | Sergiy Reheda · Ukrajna                                                        | 80,81 PB   | Ozkan Baltaci · Törökország                                                   | 78,90      |
| Gerelyhajítás (700 g)                                                           | Yuriy Kushniruk · Ukrajna                                                                | 83,42 WYL  | Sebastian Teikari · Finnország                                                 | 75,43 SB   | Povilas Dabasinskas · Litvánia                                                | 73,23 PB   |

## Női
| A 2011. évi nyári európai ifjúsági olimpiai fesztivál női érmesei atlétikában |                                                                              |            |                                                                                |            | |            |
| Versenyszám                                                                   | Arany                                                                        | Arany      | Ezüst                                                                          | Ezüst      | Bronz                                                                                              | Bronz      |
| 100 m síkfutás                                                                | Sophie Papps · Egyesült Királyság                                            | 11,82      | Samantha Dagry · Svájc                                                         | 11,91 PB   | Solenn Compper · Franciaország                                                                     | 11,99      |
| 200 m síkfutás                                                                | Ekaterina Renzhina · Oroszország                                             | 23,64 CR   | Justien Grillet · Belgium                                                      | 23,94      | Anna Hämäläinen · Finnország                                                                       | 24,14      |
| 400 m síkfutás                                                                | Modesta Morauskaite · Litvánia                                               | 54,07 PB   | Kimberley Efonye · Belgium                                                     | 54,30 PB   | Barbara Camblor · Spanyolország                                                                    | 55,03      |
| 800 m síkfutás                                                                | Olena Sidorska · Ukrajna                                                     | 2:05,26 CR | Camilla de Bleecker · Belgium                                                  | 2:05,74    | Luna Udelhoven · Németország                                                                       | 2:07,30 PB |
| 1500 m síkfutás                                                               | Sophie Riches · Egyesült Királyság                                           | 4:25,95    | Siofra Cleirigh Buttner · Írország                                             | 4:26,42 PB | Meropi Panayiotou · Ciprus                                                                         | 4:29,13 PB |
| 3000 m síkfutás                                                               | Alena Kudashkina · Oroszország                                               | 9:18,46    | Anca Maria Bunea · Románia                                                     | 9:30,81 PB | Jip Vastenburg · Hollandia                                                                         | 9:39,47    |
| 2000 m akadályfutás                                                           | Dana Elena Loghin · Románia                                                  | 6:40,93 CR | Johanna Christine Schulz · Németország                                         | 6:46,49 PB | Olja Nikolić · Szerbia                                                                             | 6:48,05 PB |
| 100 m gátfutás (76.2 cm)                                                      | Nadine Visser · Hollandia                                                    | 13,28 PB   | Monika Zapalska · Németország                                                  | 13,52 SB   | Sarah Kate Lavin · Írország                                                                        | 13,62 PB   |
| 400 m gátfutás (76.2 cm)                                                      | Katsiaryna Verameyenka · Fehéroroszország                                    | 59,57 PB   | Emeline Bauwe · Franciaország                                                  | 1:00,42 PB | Megan Kiely · Írország                                                                             | 1:00,44 PB |
| 4 x 100 m váltófutás                                                          | Hollandia · Tessa van Schagen · Sacha van Agt · Naomi Sedney · Nadine Visser | 45,93      | Belgium · Sarah Missinne · Justien Grillet · Orphee Depuydt · Kimberley Efonye | 46,12      | Oroszország · Anastasia Nikolaeva · Elizaveta Anikienko · Anastasiia Aslanidi · Ekaterina Renzhina | 46,58      |
| Magasugrás                                                                    | Dior Delophont · Franciaország                                               | 1,85 PB    | Leontia Kallenou · Ciprus                                                      | 1,79       | Ligia Damaris Grozav · Románia                                                                     | 1,79       |
| Rúdugrás                                                                      | Roberta Bruni · Olaszország                                                  | 4,10 CR    | Georgia Stefanidi · Görögország                                                | 4,10       | Kristina Bondarenko · Oroszország                                                                  | 4,10       |
| Távolugrás                                                                    | Maryna Bekh · Ukrajna                                                        | 6,25       | Julia Gerter · Németország                                                     | 6,14       | Marina Buchelnikova · Oroszország                                                                  | 6,11       |
| Hármasugrás                                                                   | Ana Peleteiro · Spanyolország                                                | 13,17 PB   | Sokhna Galle · Franciaország                                                   | 13,11      | Anna Krasutska · Ukrajna                                                                           | 13,00      |
| Súlylökés (4 kg)                                                              | Natalia Shirobokova · Oroszország                                            | 14,23      | Charlene Okken · Hollandia                                                     | 13,84 PB   | Monia Cantarella · Olaszország                                                                     | 13,64      |
| Diszkoszvetés (1 kg)                                                          | Florentia Kalogeraki · Görögország                                           | 48,31      | Natalia Shirobokova · Oroszország                                              | 48,31      | Ozge Yilmaz · Törökország                                                                          | 44,72      |
| Kalapácsvetés (4 kg)                                                          | Hanna Zinchuk · Fehéroroszország                                             | 59,48      | Al'ona Shamotina · Ukrajna                                                     | 59,23 PB   | Petra Jakeljić · Horvátország                                                                      | 56,35      |
| Gerelyhajítás (600 g)                                                         | Alina Gerasimchuk · Oroszország                                              | 53,86 CR   | Liveta Jasiunaite · Litvánia                                                   | 52,00 PB   | Alexie Alais · Franciaország                                                                       | 50,94      |